# Pócs Tamás (zenész)
Pócs Tamás Tompox (Budapest, 1957. május 31. –) EMeRTon-díjas, ORI nívódíjas magyar basszusgitáros, dalszerző, szövegíró, zenei rendező. A progresszív rockzenét játszó Tompox zenekar alapítója és vezetője. A Napoleon Boulevard zenekar egyik alapítója. A Solaris zenekar basszusgitárosa.
Édesapja prof. Pócs Tamás akadémikus, édesanyja dr. Pócs Tamásné mikrobiológus.

## Pályafutása
Zenei pályafutását a Kőrösi Csoma Sándor Gimnázium klubjában, a Sör együttesben kezdte 1973-ban. E zenekar tagja volt többek közt Tony Lakatos, Dévényi Ádám és Horváth/ Ablonczay Tibor is. Később, 1980-ig a Szintézis trió tagja Horváth/ Ablonczay Tibor és Geróts Zoltán társaságában. 1979-ben lépett be a Pókderby zenekarba, itt együtt zenélt Gömöry Zsolttal (Edda), Borhi Miklóssal (Madarak) és Horváth Charlie öccsével, Csabával. Eközben rövid ideig a CsigaBigában is játszott Waszlavik Gazember Lászlóval, és koncertezett a Vágtázó Halottkémek tagjaként is.
1982 őszén lépett be a Solaris zenekarba, mellyel több alkalommal koncertezett az USA-ban, Mexikóban és Brazíliában is. 1985-ben alapító tagja a Napoleon Boulevard zenekarnak. Itt tagságát nem szüntette meg, de 2016 augusztusában személyes okokból határozatlan időre felfüggesztette azt.
Két leánya van. Pócs Andrea (1984) és Pócs Anett Laura (1991). Andreától két unokája született. Tasi Damien Kende és Tasi Ciro Zete.

## Jelenlegi hangszerei
- Warwick Corvette Proline 6 húros basszusgitár, (Gyárilag Seymour Duncan Pickupokkal és elektronikával)
- EBS Reidmar 470W erősítő. 2 db Trace Elliot Elf hangfal. (2X400W)

## Diszkográfia
|   | Együttes/Előadó neve           | Album címe                            | Megjelenés éve |
| • | Solaris                        | Marsbéli krónikák                     | 1984           |
| • | Napoleon Boulevard             | Kérlek ne félj (single)               | 1986           |
| • | Napoleon Boulevard             | Fogd meg a kezem (single)             | 1986           |
| • | Napoleon Boulevard             | Napoleon Boulevard I                  | 1987           |
| • | Napoleon Boulevard             | Napoleon Boulevard II                 | 1987           |
| • | Moziklip                       | Tímár Péter filmje                    | 1987           |
| • | Napoleon Boulevard             | Moziklip (válogatás)                  | 1987           |
| • | Napoleon Boulevard             | Mylord (single)                       | 1988           |
| • | Napoleon Boulevard             | Napoleon Boulevard I (válogatás)      | 1988           |
| • | Napoleon Boulevard             | Ballag a katona (válogatás)           | 1988           |
| • | Napoleon Boulevard             | Maradj köztünk (válogatás)            | 1988           |
| • | Napoleon Boulevard             | Júlia nem akar a földön járni         | 1988           |
| • | Napoleon Boulevard             | Pop-tari-top '89 (válogatás)          | 1989           |
| • | Napoleon Boulevard             | Vagy az élet volt kegyetlen...        | 1988           |
| • | Napoleon Boulevard/Első emelet | Júlia nem akar a földön járni/Látszat | 1988           |
| • | Napoleon Boulevard             | Mennyből az angyal                    | 1989           |
| • | Lilla (Napoleon Boulevard)     | Lilla                                 | 1989           |
| • | Napoleon Boulevard             | Legyetek jók ha tudtok                | 1990           |
| • | Napoleon Boulevard             | Napoleon Boulevard II (válogatás)     | 1990           |
| • | Solaris                        | 1990                                  | 1990           |
| • | Napoleon Boulevard             | Egyenlítői magyar Afrika              | 1992           |
| • | Napoleon Bulvár                | Jó lenne, ha jó lenne                 | 1993           |
| • | Solaris                        | Progfest '95                          | 1995           |
| • | Solaris                        | Live in Los Angeles                   | 1996           |
| • | Solaris                        | The martian chronicles (japán kiadás) | 1996           |
| • | Napoleon Boulevard             | Romantika 2 (válogatás)               | 1997           |
| • | Napoleon Boulevard             | Pop karácsony (válogatás)             | 1998           |
| • | Kollár Attila                  | Musical witchcraft                    | 1998           |
| • | Solaris                        | Nostradamus Próféciák könyve          | 1999           |
| • | Cziglán István                 | Seven gates of Alhambra               | 1999           |
| • | Kollár Attila                  | Musical witchcraft II                 | 2002           |
| • | Solaris Fusion                 | Mystica                               | 2007           |
| • | Solaris                        | Live in Mexico DVD                    | 2007           |
| • | Nostradamus                    | Testament                             | 2008           |
| • | Napoleon Boulevard             | Best of 1985-1989                     | 2009           |
| • | Napoleon Boulevard             | Világfalu                             | 2010           |
| • | Solaris                        | Live in Los Angeles DVD               | 2010           |
| • | Cabaret                        | Kisember (video)                      | 2010           |
| • | Tompox                         | Magyar eklektika                      | 2011           |
| • | Tompox                         | Dark side of the Sun                  | 2013           |
| • | Solaris                        | Live chronicles LP                    | 2014           |
| • | Kollár Attila                  | Progrock '55                          | 2016           |
| • | Solaris                        | Nostradamus live LP                   | 2018           |
| • | Tompox                         | Reinkarnáció                          | 2019           |
| • | Solaris                        | Marsbéli krónikák III                 | 2024           |